# Neivamyrmex inca
Neivamyrmex inca es una especie de hormiga guerrera del género Neivamyrmex, subfamilia Dorylinae. Esta especie fue descrita científicamente por Santschi en 1921.